# Alexis Le Veneur de Tillières

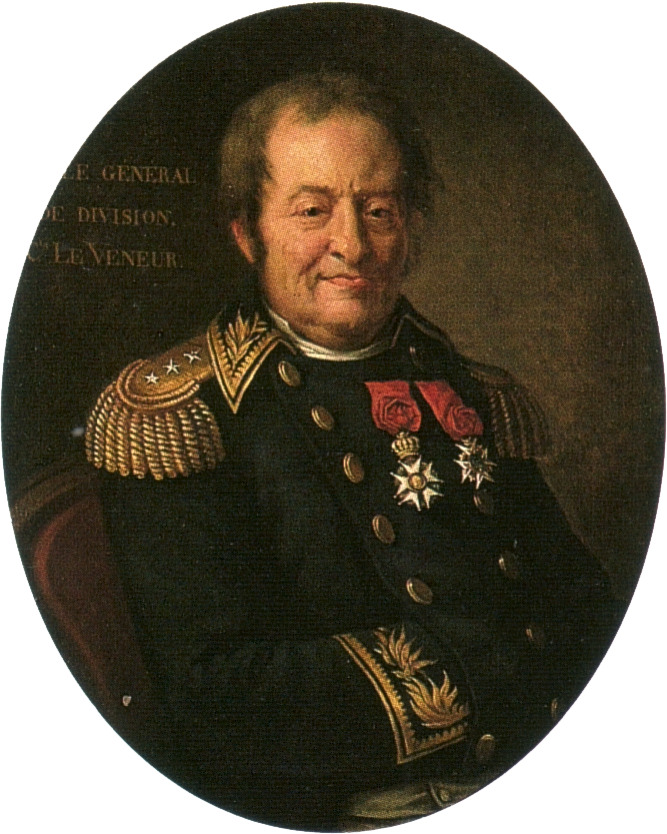
General Alexis Paul Michel Tanneguy Le Veneur de Tillières

Alexis Paul Michel Tanneguy Le Veneur de Tillières (* 28. September 1746 in Paris; † 26. Mai 1833 auf Schloss Carrouges, Kanton Carrouges), Comte Le Veneur de Tillières, Seigneur de Carrouges war ein französischer Général de division und Politiker.
Bei Beginn der Französischen Revolution schrieb er sich nur Leveneur.

## Biographie

### Unter Ludwig XV. und Ludwig XVI.

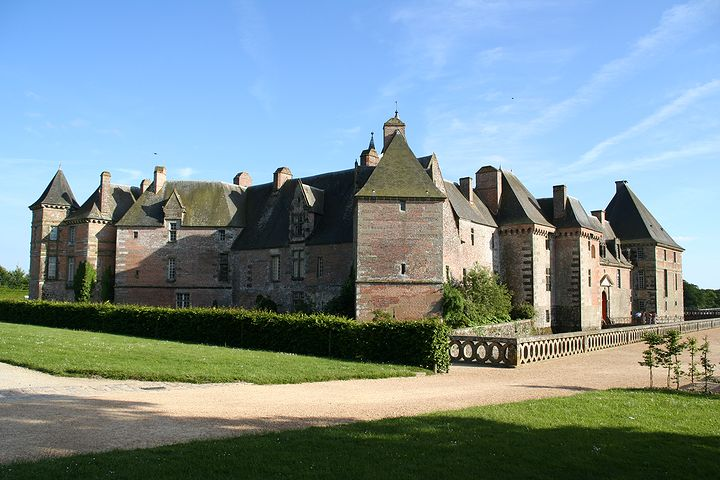
Schloss Carrouges

Alexis Paul Michel Tanneguy Le Veneur de Tillières war der dritte und jüngste Sohn von Maréchal de camp Comte Jacques Tanneguy IV Le Veneur de Tillières und seiner Frau Julie Bouchard d’Esparbez de Lussan d’Aubeterre de Jonzac, Nichte von Charles-Jean-François Hénault.
De Tillières begann seine militärische Karriere 1763 als Lieutenant im Régiment d’infanterie du Roi. Am 1. August erhielt er den Rang eines Leutnants zur See verliehen und wurde am 19. Oktober 1773 zum Colonel des «Régiment provincial d’Abbeville» (Abbeville Provinzialregiment) ernannt. Am 18. April 1776 wurde er Colonel en seconde (stellvertretender Regimentskommandeur) des Régiment d'infanterie de Neustrie.
Er war seit dem 15. Juni 1778 verheiratet mit Henriette de Verdelin (1757–1834), Tochter der Marquise de Verdelin (1728–1810), die ihrerseits eine Brieffreundin von Jean-Jacques Rousseau war.
Der Vicomte de Tillières war seit 1777 Gründungsbruder der Freimaurerloge „Loge régulière de St Jean de la Candeur à l’Orient de Paris“, Vorsteher für das Siegel und die Archive, Repräsentant der Loge in Grand Orient de France, (GODF) und Zweiter Großmeister ehrenhalber der „Grand Orient de France“.
Am 27. Januar 1782 wurde er zum Mestre de camp befördert und übernahm am 24. April des gleichen Jahres das Kommando über das Régiment d’infanterie de Lyonnais, mit dem er an der Belagerung von Gibraltar teilnahm. Am 1. Januar 1784 erfolgte die Beförderung zum Brigadier d’infanterie und am 9. März 1788 zum Maréchal de camp.

### Am Vorabend der Revolution
Laut königlicher Bestallung (lettres patentes du Roi) vom 31. Juli 1787 war er Präsident der Provinzialversammlung des « Département des villes de Falaise et de Domfront » dann Präsident der Provinzialversammlung des« Département d’Alençon » durch Bestallung vom 13. Oktober 1788 und hatte seit dem 17. März 1789 den Vorsitz der Ordensversammlung des Adels der Grand Bailliage. Bereits vor dem Ausbruch der Revolution trat er für die Abschaffung von Adelsprivilegien ein.
Er wurde am 14. November 1789 der erste Bürgermeister des Kirchsprengels von Sainte Marguerite de Carrouges und am 2. Juli 1790 Verwaltungschef des Département Orne.

### General in den Revolutionskriegen
Im Januar 1792 trat er in die Reihen der Revolutionsarmee ein, wo er im April der «Armée du Centre» (Zentrumsarmee) unter Gilbert du Motier de La Fayette zugeteilt wurde und im Mai das Kommando über die «2e division» in Dun-sur-Meuse übernahm. Am 19. Juni 1792 zum Général de division befördert führte er seine Division am linken Flügel der Armee. Am 19. August verließ er gleichzeitig mit La Fayette seinen Posten, kehrte aber am 27. August zur Armee zurück und wurde von Dumouriez in seinem Rang bestätigt. Leveneur befehligte dann ab dem 19. September und am 20. September in der Kanonade von Valmy den rechten Flügel der Zentrumsarmee.

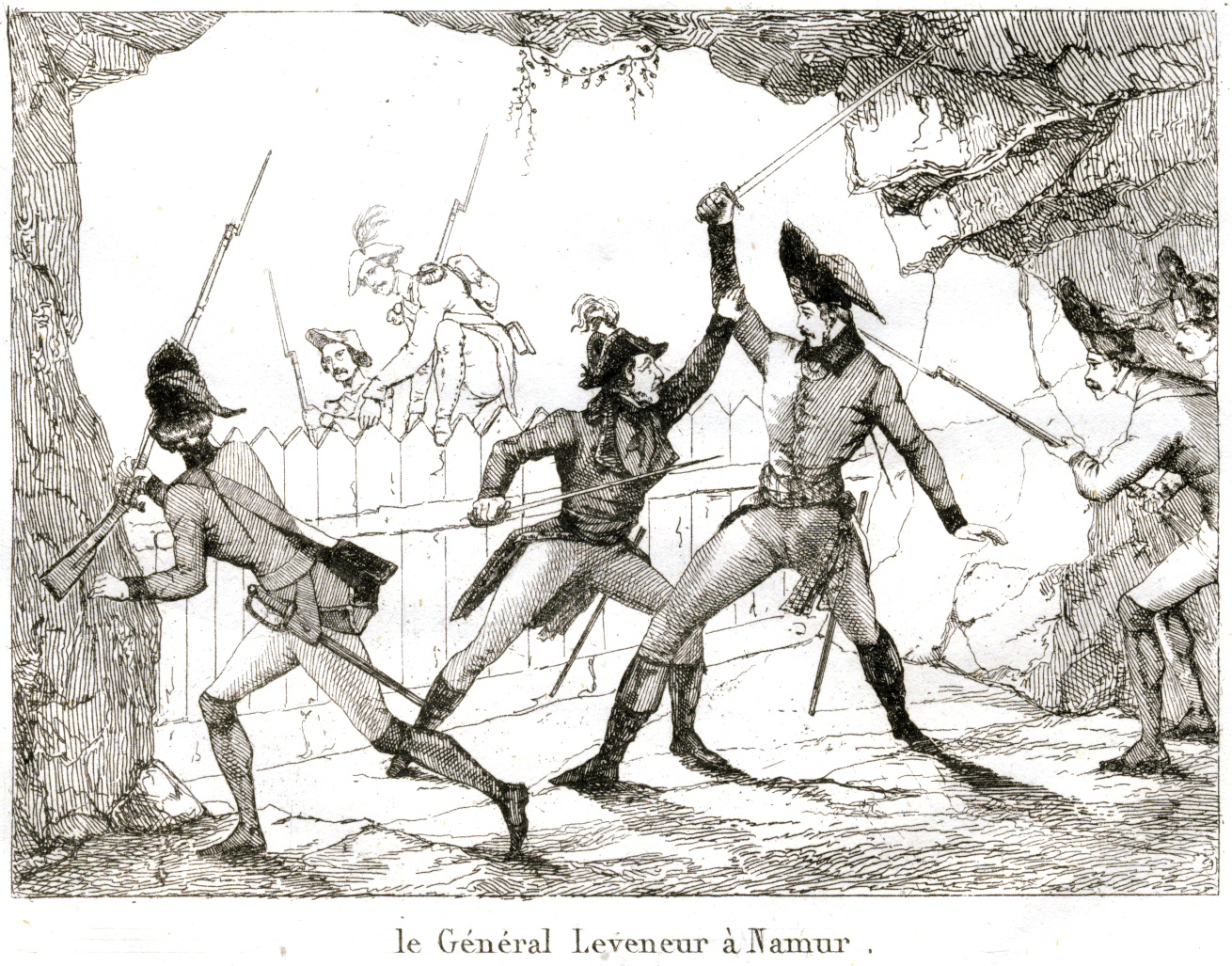
General Leveneur bei der Belagerung der Zitadelle von Namur

Am 25. September 1792 war er Truppenführer in der 2e armée (Armée des Ardennes) unter Dillon und dann im November unter Jean-Baptiste-Cyrus-Marie-Adélaïde de Timbrune de Thiembronne. Hier, bei der Verteidigung der Festung Thionville, nahm er den jungen Offizier Lazare Hoche unter seine Fittiche und wurde dessen Mentor.
Am 12. Januar wurde er Interimskommandeur der «Armée des Ardennes». Er war an der Belagerung von Maastricht beteiligt (6. Februar – 3. März 1793) und führte in der Schlacht von Neerwinden am 18. März den rechten Flügel der Armee Dumouriez. Nach dem Verrat von Dumouriez vom 3. April, den zu unterstützen sich Leveneur geweigert hatte, verließ er die Armee und wurde vom 7. April bis zum 25. April in Neufchâtel-en-Bray arrestiert.
Am 13. Juni 1793 war er zunächst Divisionskommandeur in der «Armée du Nord» und wurde dann vom 16. Juni bis zum 28. Juli Oberbefehlshaber (Commandant en chef) dieser Armee, die zusammen mit der «Armée des Ardennes» unter dem Kommando von Adam-Philippe de Custine stand.
Bereits am 25. Juli wurde er als Adeliger von allen seinen Ämtern entbunden und gegen seinen Protest gemäß dem Haftbefehl (Décrété d’arrestation) vom 30. Juli 1793 am 31. Juli festgesetzt. Im Dezember 1793 hatte er unter dem oberkommandierenden General Hoche ein Kommando bei der Moselarmee und zwang die preußische Blockade der Festung Landau zur Aufgabe.
(Die zeitliche Abfolge von Suspendierungen, Anklagen und Freisprüchen ist in den Quellen unterschiedlich beschrieben. Überliefert ist, dass General Hoche sich vermutlich mehrfach erfolgreich für Le Veneur einsetzte.)
Im Mai 1794 wurde Général Leveneur vorläufig wieder auf freien Fuß gesetzt und begab sich nach Carrouges. Per Haftbefehl des Wohlfahrtsausschusses (Comité de salut public) vom 15. Juli wurde er am 20. Juli erneut verhaftet und ab dem 24. Juli in Paris unter Arrest gestellt. Am 13. September wurde er erneut entlassen.
Nachdem seine Suspendierung am 8. Mai 1795 aufgehoben worden war, wurde er wieder als General eingesetzt und erhielt am 2. Juni 1795 das Kommando über die «14e division militaire»
Am 18. Juni 1797 wurde er zur Disposition gestellt und am 16. März 1810 in den Ruhestand versetzt.

### Erstes Kaiserreich, dann unter Karl X. und unter Louis-Philippe
Im Jahre 1800 wurde Leveneur erster Präsident der Generalversammlung der Orne (Conseil général de l’Orne), dann, von 1808 bis 1813, Deputierter der Orne in der Gesetzgebenden Versammlung und zuletzt, in der Restauration, Deputierter der Orne in der Abgeordnetenkammer der Départements.
Général Leveneur starb am 26. Mai 1833 im Alter von 86 Jahren auf seinem Schloss Château de Carrouges.

## Ehrungen
- Am 18. Oktober 1781 wurde er mit dem Orden eines Chevalier des Ordre royal et militaire de Saint-Louis ausgezeichnet.
- Kaiser Napoléon machte ihn zum Grafen des Empire mit dem Majorat vom 4. Juni 1810 und zum Offizier der Légion d’honneur[9]
- Der Name „LEVENEUR“ ist auf dem nördlichen Pfeiler des Arc de Triomphe in Paris eingraviert.